# Gare de Chiètres
La gare de Chiètres est une gare ferroviaire située sur le territoire de la commune suisse de Chiètres (Kerzers en allemand), dans le canton de Fribourg.

## Situation ferroviaire
La gare de Chiètres est située au point kilométrique 22,17 de la ligne Berne - Neuchâtel et 84,8 de la ligne Palézieux - Lyss (dite aussi ligne de la Broye longitudinale entre Palézieux et Chiètres).
Gare de bifurcation, elle est située quelques dizaines de mètres au nord du croisement des deux lignes. Le passage d'une ligne à l'autre se fait via des raccordements tangents au cœur du croisement, dans la direction nord-sud.
La partie de la gare située sur la ligne Berne - Neuchâtel est équipée de deux quais entourant trois voies, permettant le croisement de plusieurs trains, de même que la partie de la gare située sur la ligne Palézieux - Lyss est équipée de deux quais entourant également trois voies, constituant également une zone de croisement des trains.

## Histoire
La gare a été inaugurée en 1876 avec l'ouverture de la ligne Palézieux - Lyss. Elle est complétée en 1901 avec l'ouverture de la ligne Berne - Neuchâtel.
En gare de Chiètres, tandis que la ligne Berne - Neuchâtel forme une diagonale du sud-est au  nord-ouest, la ligne Palézieux - Lyss forme une autre diagonale du sud-ouest au nord-est, ce qui donne au plan de voies sa forme d'« X ».
La bretelle entre la ligne de la Broye longitudinale et la ligne Berne - Neuchâtel en direction de Neuchâtel a été mise en service le 14 novembre 2004 afin de permettre, dès le changement d'horaire de décembre 2004, de créer des trains Berne - Neuchâtel / Morat avec coupe-accroche à Chiètres.

## Service des voyageurs

### Accueil
Gare des CFF, elle est desservie en immense majorité par des trains exploités par le BLS. Quelques trains sans arrêt des CFF traversent néanmoins la gare.
L'ancien bâtiment, situé le long des quais sur la ligne Palézieux-Lyss, est devenu aujourd'hui un centre de voyage géré par le BLS. Des distributeurs automatiques de titres de transport sont placés à proximité des quais.

### Desserte

#### Trafic grandes lignes
La gare de Chiètres est desservie une fois par heure par un train InterRegio IR66 reliant Berne à la Chaux-de-Fonds via Neuchâtel, auxquels se rajoutent quelques trains supplémentaires aux heures de pointe :
- IR66 : Berne - Chiètres - Anet - Neuchâtel - Chambrelien - Les Geneveys-sur-Coffrane - Les Hauts-Geneveys - La Chaux-de-Fonds

#### S-Bahn Berne
La gare fait partie du réseau express régional bernois, assurant des liaisons rapides à fréquence élevée dans l'ensemble de l'agglomération bernoise, jusqu'aux cantons voisins. Elle est desservie à la cadence horaire par la ligne S5 reliant Berne à Neuchâtel et Morat (avec coupe-accroche à Chiètres) ainsi que par la ligne S52 reliant Berne à Chiètres. Aux heures de pointe, les trains de la ligne S52 sont prolongés jusqu'à Ins.
- S5 : (Payerne - Avenches -) Morat - Galmiz / Neuchâtel - Anet - Chiètres - Gümmenen - Rosshäusern - Berne.
- S52 : (Anet - Müntschemier -) Chiètres - Gümmenen - Rosshäusern - Berne.

#### RER Vaud
La gare fait partie du réseau RER Vaud, assurant des liaisons rapides à fréquence élevée dans l'ensemble du canton de Vaud. Elle est desservie chaque heure par les trains de la ligne S9 reliant Lausanne à Chiètres.

#### Regio
Des trains Regio relient Chiètres à Lyss chaque heure :  Chiètres - Fräschels - Kallnach - Aarberg - Lyss.

### Intermodalité
Chiètres est desservie par le réseau interurbain CarPostal avec les lignes 122 à destination de Guin et 541 pour Gurbrü, mais aussi par la ligne 530 des TPF pour Lugnorre et la ligne de nuit 918 reliant Berne à Ins.